# XVI. Lajos francia király
Lajos Ágost (franciául: Louis Auguste; Versailles, Francia Királyság, 1754. augusztus 23. – Párizs, Francia Köztársaság, 1793. január 21.), Bourbon-házi francia királyi herceg, Berry hercege, aki Franciaország dauphinje 1765 és 1774 között, majd Franciaország királya XVI. Lajos (franciául: Louis XVI) néven nagyapja, XV. Lajos 1775-ös halálát követően 1792-ig, a francia forradalomban történt lemondatásáig.
Lajos volt Lajos Ferdinánd dauphin és Szászországi Mária Jozefa dauphine felnőttkort megért gyermekei közül a legidősebb. Testvérei között van Lajos Szaniszló, Provence grófja és Károly Fülöp, Artois grófja is. 1770-ben vette feleségül a Habsburg–Lotaringiai-házból való Mária Antónia főhercegnőt, akivel házasságukat hét éven keresztül nem hálták el. 1778-ban született első gyermekük, Mária Terézia Sarolta, majd 1781-ben Lajos József, 1785-ben pedig Lajos Károly dauphin.
Miután édesapja, a trónörökös 1765-ben elhunyt, a király legidősebb unokájaként ő lépett elő nagyapja örökösévé. 1774-es hatalomra kerülését követően uralkodása első felét a francia kormány megreformálása jelentette a felvilágosult abszolutizmus jegyében. Ezen intézkedések közé tartozott a jobbágyság felszabadítására tett kísérletek, a földadó megszüntetése, a halálbüntetés eltörlése a katonaszökevényeknél, és a tolerancia a nem katolikus vallásúak felé.
Minisztere, Turgot gazdasági liberalizmus felé tett lépéseinek hatására végrehajtotta a gabonapiac deregulációját, amelynek hatására, valamint a kedvezőtlen időjárás miatti rossz aratás következtében általános élelmiszerhiány lépett fel, ami 1775-ben tömeges felkelésekhez vezetett. 1776-tól Lajos aktívan támogatta az amerikai függetlenségi háborút. Az ezzel keletkező államhiány pénzügyi válságot okozott, ami hozzájárult az ancien régime népszerűtlenségéhez, ami 1789-ben a forradalom kitöréséhez vezetett. A francia kis- és középosztály fellázadt az arisztokrácia és az abszolút monarchia pazarlónak vélt rendszerével szemben, amelynek legfőbb képviselőjének Lajos feleségét, Marie Antoinette királynét tekintették.
Lajost döntésképtelensége és maradisága miatt a francia forradalmárok a zsarnokság jelképének kiáltották ki. 1791 júniusában Varennesbe próbált szökni, ám a rosszul megszervezett akció során felismerték és elfogták. Az esemény tovább rontott a királyi család már amúgy is csekély népszerűségén, és még inkább aláásta a király tekintélyét. 1792 augusztusában a forradalmárok letartóztatták és a Tuileriákba szállították háziőrizetbe. 1792 szeptemberében kikiáltották az Első Köztársaságot. Lajost ezt követően a Konvent hazaárulás bűntettében bűnösnek találta és guillotine általi fejvesztésre ítélte. Az ítéletet 1793. január 21-én hajtották végre. Nem sokkal kivégzését követően feleségét és húgát, Madame Élisabethet is lefejezték. Fia, Normandia hercege a forradalmárok fogságában hunyt el 1795-ben. Leánya, Madame Royale volt az egyetlen, aki túlélte a francia forradalmat.

## Ifjúkora (1754–74)

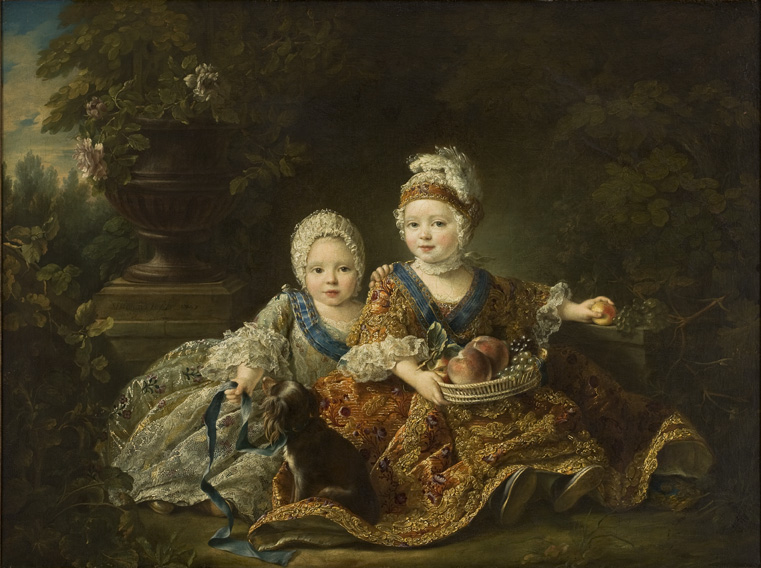
A kis Lajos Ágost, Berry hercege (jobbra) és öccse, Lajos Szaniszló, Provence grófja (balra) a francia François-Hubert Drouais 1757-es festményén (Museu de Arte)

Lajos Ágost 1754. augusztus 23-án született a versailles-i kastélyban. Születésétől a Berry hercege címet viselte. Ő volt Lajos Ferdinánd dauphin és Mária Jozefa dauphine nyolc gyermeke közül a harmadik fiú. Apai nagyszülei XV. Lajos francia király és Leszczyńska Mária királyné, míg anyai nagyszülei III. Ágost szász választófejedelem és lengyel király és Ausztriai Mária Jozefa főhercegnő voltak.
Szülei nem fordítottak rá túl nagy figyelmet, mivel bátyja, Lajos, Burgundia hercege volt figyelmük központja, akit nagyon szépnek tartottak. Fivére azonban 1761 márciusában, kilencéves korában tüdőgyulladásban elhunyt. Lajos erős és egészséges, bár nagyon szégyenlős ifjú volt. Tanulmányait kiváló eredménnyel végezte, tehetsége főként a latin nyelv, a történelem, a földrajz és a csillagászat terén mutatkozott meg, beszélt olaszul és angolul is. Kedvenc időtöltése a barkácsolás és lakatosmunkák volt. Ezenfelül élvezte a közös vadászatokat nagyapjával, XV. Lajos királlyal, valamint öccsei, Lajos Szaniszló, Provence és Károly Fülöp, Artois grófjainak társaságát.
1765. december 20-án édesapja, Lajos Ferdinánd herceg tuberkulózisban elhunyt, ezzel a tizenegy éves Lajos Ágost lett az új trónörökös. Édesanyja, aki sosem heverte ki hitvese halálát, 1767. március 13-án szintén elhunyt gümőkor következtében. Szigorú és konzervatív oktatása nem készítette fel őt arra, hogy jó uralkodóvá váljon. Végül nagyapjának, XV. Lajos francia királynak a halála után, 1774. május 10-én foglalta el a francia trónt XVI. Lajos néven.

## Uralkodása

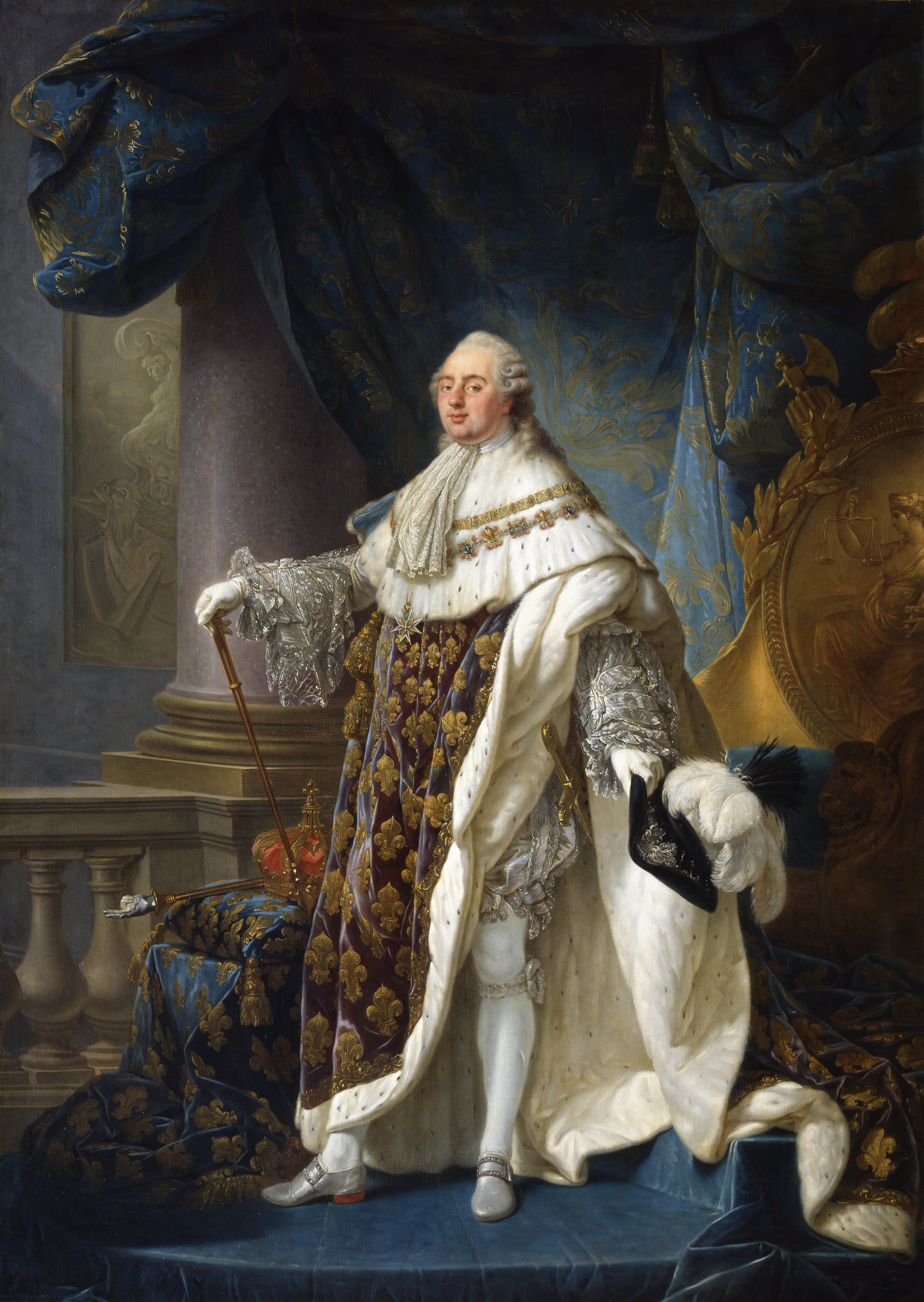
XVI. Lajos királyi öltözetben

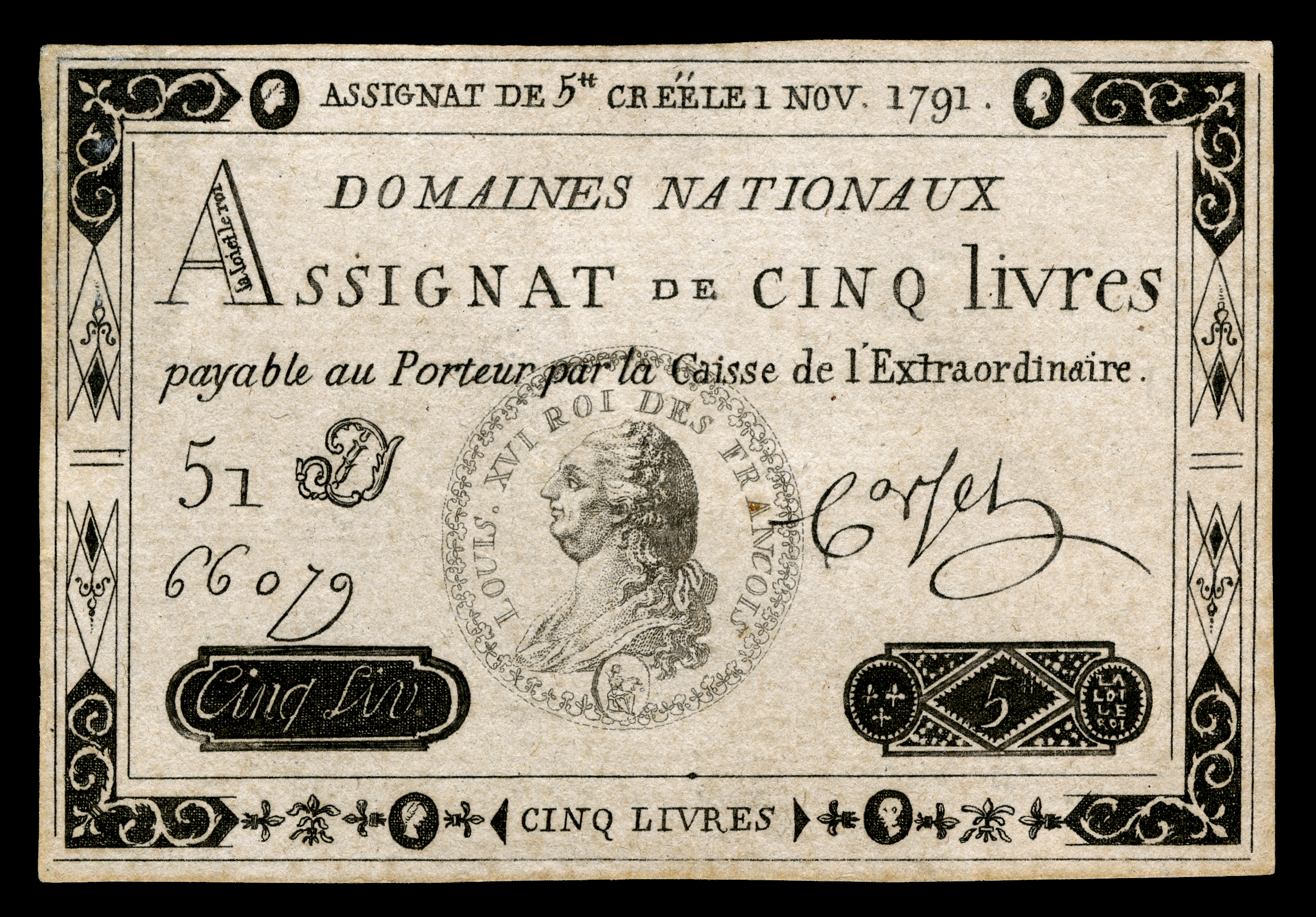
1791-es kiadású, francia 5 livre címletű, asszignáta papírpénz XVI. Lajos portréjával.

Uralkodását az általános optimizmus légkörében kezdte meg. Nem volt tehetségtelen, ostoba bábfigura: rengeteget dolgozott, uralkodói feladatait komolyan vette, jó ideig népszerűnek bizonyult. Felvilágosult minisztereket nevezett ki, a parlamentek jogait visszaadta. Mindazonáltal nem tagadta meg elődje reformpolitikáját.

### Pénzügyi nehézségek
Amikor nagyapja, XV. Lajos halála után trónra lépett, Franciaország súlyos pénzügyi válságban volt, hatalmas államadóssággal küzdött.
Először Turgot lett a pénzügyi főellenőr (1774-76), aki felvilágosult reformokkal próbálkozott: elkezdte a belső vámhatárok leépítését, felszámolta a céheket, csökkentette a paraszti és növelte a nemesi terheket, mellyel az adóügyi egyenlőség felé tett lépéseket. A gabona szabad kereskedelmének bevezetése után egy kisebb kenyérhiány 1775-ben a lisztháborúnak nevezett zavargáshoz vezetett. Reformjai a nemesi és polgári ellenálláson buktak meg 1776-ban: a király leváltotta, intézkedéseit eltörölték.
A pénzügyeket a továbbiakban Necker irányította (1776-81). Kezdeti népszerűségét óvatos reformjainak köszönhette, valamint annak, hogy az amerikai függetlenségi háború pénzügyi terheit nem adóemelésből kívánta fedezni - hanem kölcsönökből. E kölcsönök összegét maga 530 millió livre-nek ismerte el, mások szerint azonban a háború költsége elérhette az 1500 millió livre összeget.
Reformjai közül leginkább figyelemre méltó, hogy 1779-ben a királyi birtokokon eltörölte a jobbágyságot.
Később Calonne, majd Brienne irányította a pénzügyeket.

### Rendi ellenállásból forradalom

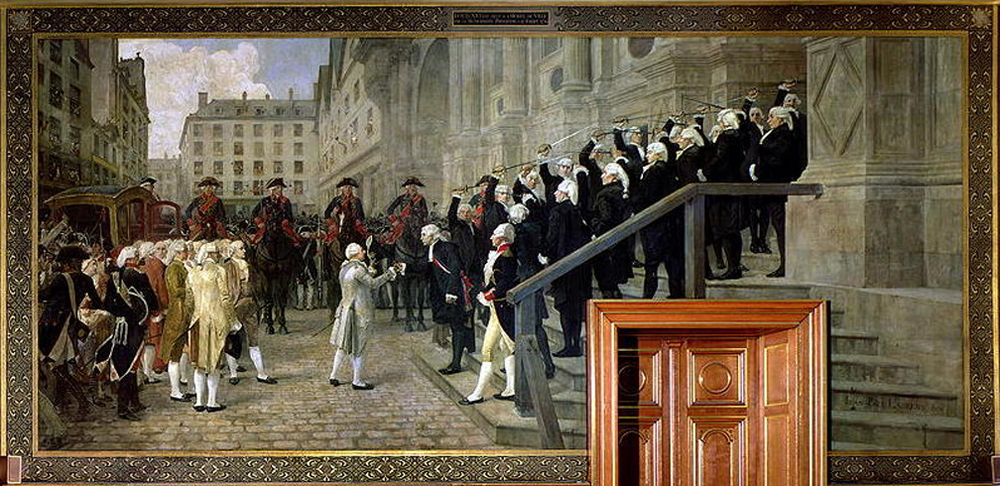
XVI. Lajost Jean Sylvain Bailly polgármester és Gilbert du Motier de La Fayette márki a Nemzeti Gárda parancsnoka fogadja a párizsi városházán 1789. július 17-én

Az ország a Brit Birodalom vetélytársaként részt vett az amerikai függetlenségi háborúban, amely további 1 milliárd livre-vel növelte az államadósságot. A gazdasági és társadalmi válság elindította egy ellenzéki csoport szerveződését, amelynek vezetői Gilbert du Motier de La Fayette márki, Sieyès abbé és Mirabeau gróf voltak. Követelték az általános rendi gyűlés összehívását, az uralkodó végül ezt 1788 augusztusában megtette, a gyűlés 1789. május 5-én megnyílt. A harmadik rend az együttes ülésezést követelte: a nemzet képviselőinek nyilvánították magukat, létrehozták az Alkotmányozó Nemzetgyűlést, majd a szomszédos Labdaházba vonultak át, ahol esküt tettek, hogy az alkotmány elfogadásáig nem oszlanak fel. A király utasította a rendeket a külön ülésezésre, azonban a polgárok ellenszegültek. A hírek hallatán Párizsban nőtt a feszültség, az uralkodó növelte a város körül állomásozó csapatok létszámát, ami félelmet keltett. Párizsban falragaszokon, Versailles-ban Mirabeau márki követelték a csapatok kivonását. Lajos nem engedett, sőt Neckert is lemondatta. Másnap, július 12-én Párizsban felkelés tört ki.
A fegyverkező tömeg július 14-én megostromolta a Bastille-t, Párizsban a régi hatalom összeomlott, La Fayette márkit a nemzetőrség parancsnokává választották. Az események hatására Lajos a következő napon bejelentette a csapatok visszavonását, majd ismét kinevezte Neckert. Július 17-én már Párizsba ment, ahol az új polgármester, Bailly és La Fayette márki fogadták. A tömeg üdvrivalgása közepette a király kalapjára is feltűzték a kék-fehér-piros forradalmi kokárdát.

### Korlátozott királyi hatalom

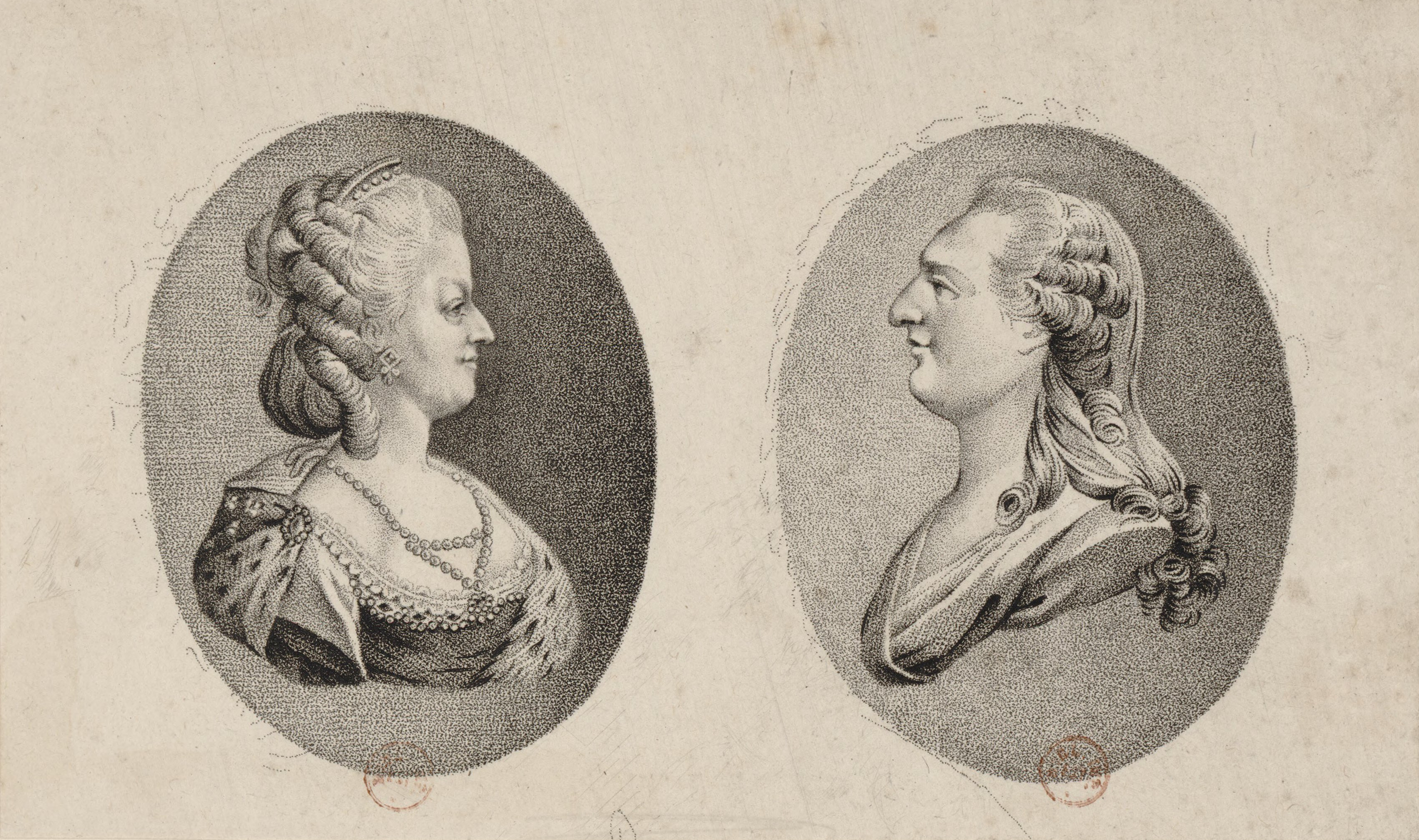
Mária Antónia és XVI. Lajos

A létrejövő új rendszer az alkotmányos monarchia volt, amelyben a király csak a végrehajtó hatalmat tarthatta meg korlátozva, illetve néhány kérdésben maradt vétójoga, általánosságban azonban a parlamenttel együttműködve kellett kormányoznia. Augusztus 4-én a nemzetgyűlésben az egyház, a nemesség és a városok lemondtak előjogaikról, felmerült a közteherviselés bevezetése és a személyi szolgáltatások eltörlése; augusztus 26-án kiadták az Emberi és polgári jogok nyilatkozatát (Déclaration des droits de l'Homme et du citoyen), amely már a jogegyenlőségről, a tulajdon sérthetetlenségéről, a népszuverenitás primátusáról szólt. Ekkor megszűntek a születési kiváltságok is.
A Nemzetgyűlésben a királypártiak felvetették, hogy alakuljon kétkamarás parlament és legyen a királynak vétójoga. Lajos e jogokhoz kötötte az augusztus 4-i határozatok szentesítését. A Nemzetgyűlés végül a kétkamarás rendszert elvetette, de a királyi vétót elfogadta.
A király hívei az uralkodónak Versailles elhagyását javasolták, ám Lajos ismét a csapatok Versailles-ba rendelése mellett döntött. Ez újabb félelmet keltett a külvárosok éhező népében. Október 5-én egy zömében külvárosi asszonyokból álló tömeg vonult kenyeret követelve Versailles-ba. Lajos engedett, szentesítette az augusztusi határozatokat. A tömeg azonban nem oszlott fel, és éjjel betört a palotába. A testőrök védekeztek, de nem tudták megállítani a tömeget. A királyné lenge öltözetben, a király a lakosztályába vezető rejtekfolyosón tudott elmenekülni. A király még aznap (október 6.) éjjel, a tomboló tömeg kíséretében kénytelen volt átvonulni a Tuileriák palotájába.

### A királyi család szökési kísérlete

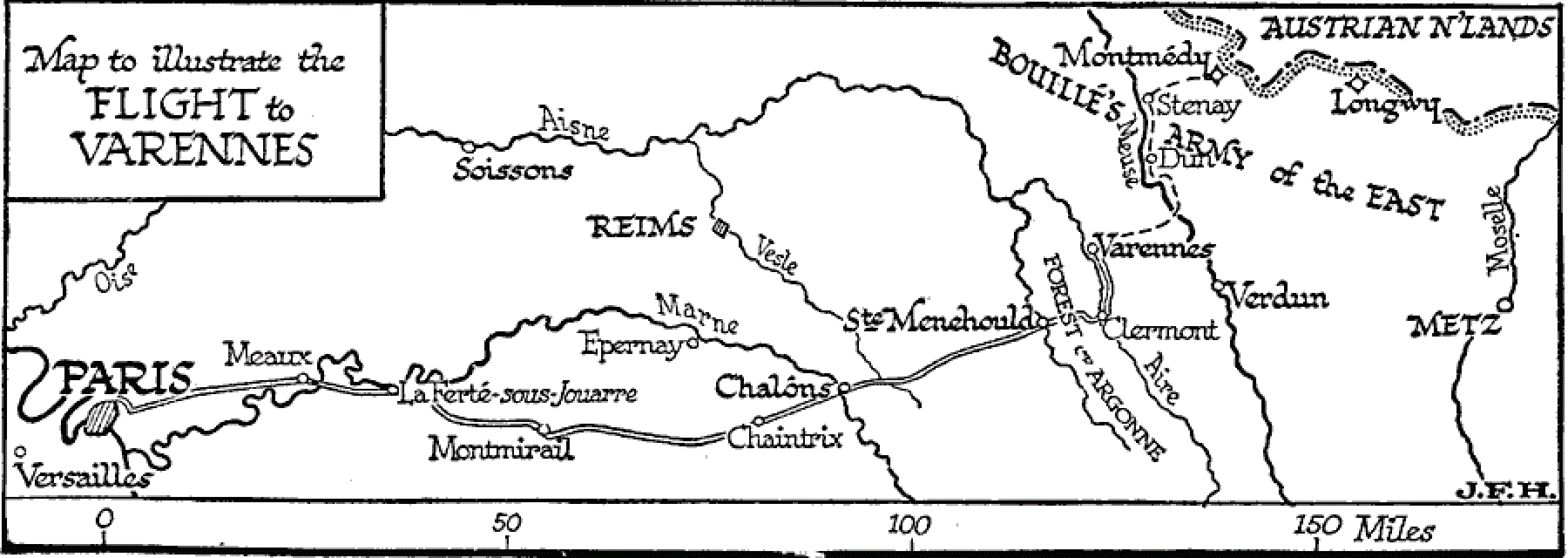
A szökés útvonala a Tuileriák palotájától Varennes-ig, 1791. június 20–21 éjszakáján

Lajos és a Nemzetgyűlés viszonya nem javult, de az uralkodó az alkotmányos monarchistákkal sem tudott együttműködni. Egyre inkább a külső beavatkozásban bízott. Ennek érdekében titkos diplomáciai lépéseket tett, melyre az a tény bátorította fel, hogy az osztrákok 1790 őszén visszaállították hatalmukat Belgiumban. La Fayette márki népszerűsége csökkent, az ellenzéki sajtó pedig megszellőztette a király külföldi kapcsolatait. Lajos hosszas tépelődés után elhatározta, hogy elhagyja Párizst s a hozzá hű csapatokhoz távozik. A szökésre 1791. június 20-21 éjjelén került sor. A királyi család álruhában és titkon szökött, egy hintóban. A menekülést azonban rosszul szervezték meg, így Varennes-nél – a célul kitűzött királypárti Malmédy erődtől mindössze 50 km-re - elfogták őket. A letartóztatás és a Párizsba való visszahurcolás során Lajos számára megdöbbentő volt az iránta tanúsított gyűlölet. Családja életét és a nagyobb megaláztatások elkerülését csak az elébük küldött nemzetgyűlési tagok jelenlétének köszönhette.

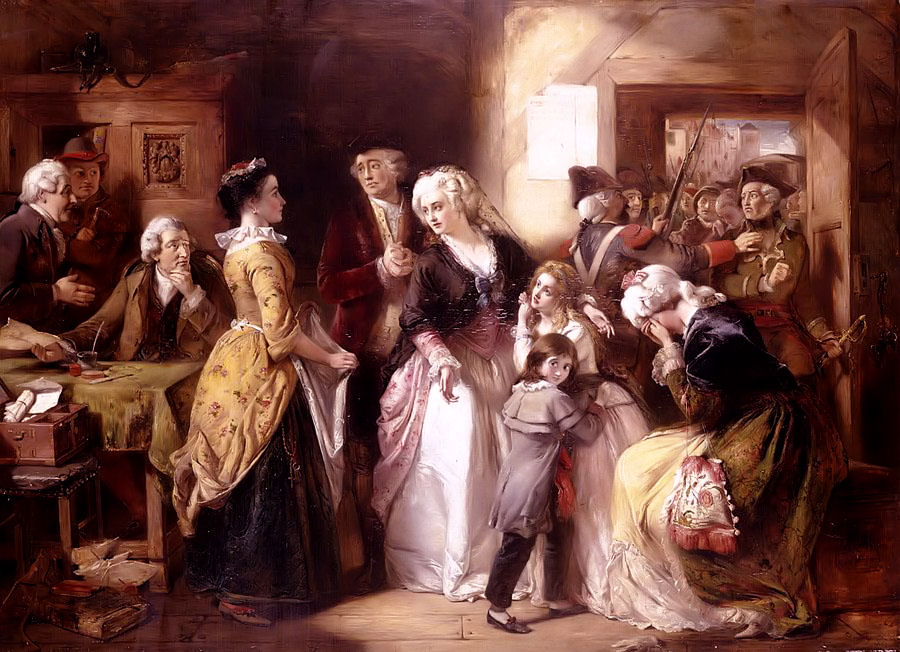
A polgári ruhákba öltözött királyi család letartóztatása Varennes-ben. :fr:Thomas Falcon Marshall festménye (1854).

### Uralkodásának vége

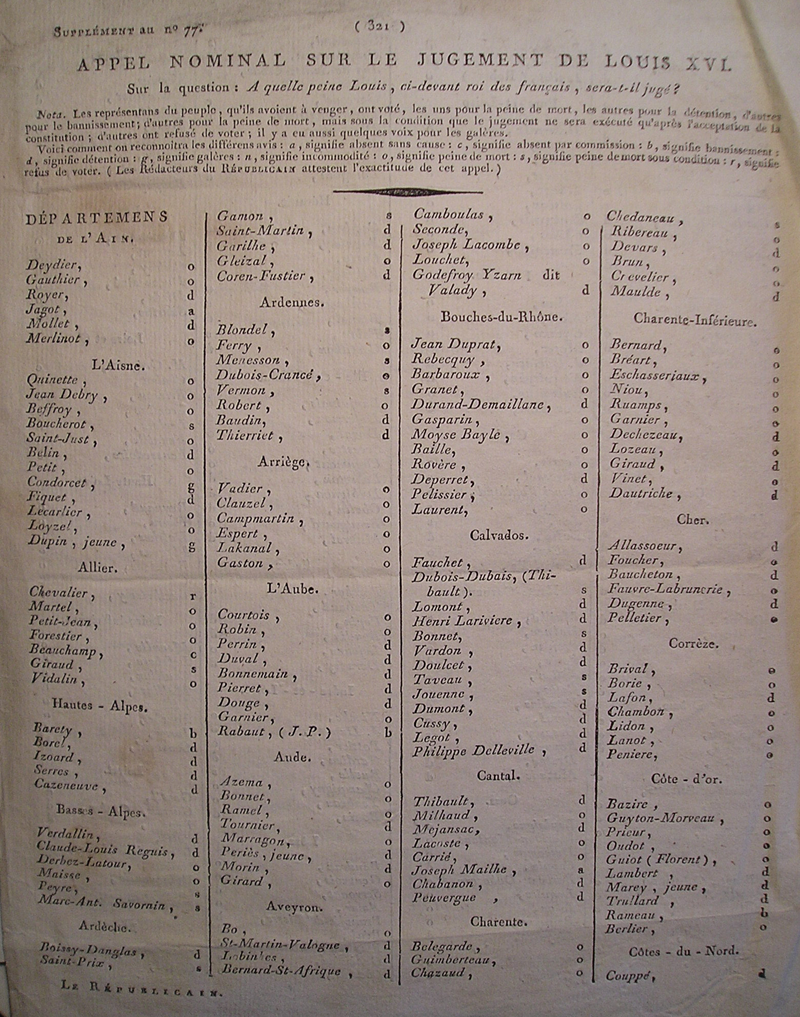
Név szerinti szavazás a Konventben a király sorsáról. A Le Républicain 77. számában közölt lista. („o” = halálbüntetés).

A király szökése nehéz helyzetbe hozta az alkotmányos monarchia híveit, de miután Lajos felesküdött az alkotmányra, visszahelyezték méltóságába. Az alkotmány értelmében az alkotmányozó gyűlés feloszlott, és 1791 októberében átadta helyét a Törvényhozó Nemzetgyűlésnek. Átalakultak a politikai erőviszonyok: továbbra is jelentős erőt képviseltek az alkotmányos monarchisták, de velük szemben kialakult a girondiak csoportja. Az országban fokozódott a külföldi beavatkozástól való félelem, amit erősített Lajos sógorának, II. Lipót német-római császárnak és II. Frigyes Vilmos porosz királynak az 1791 szeptemberében kiadott pillnitzi nyilatkozata, amelyben Ausztria és Poroszország nyíltan szembefordult a forradalmi Franciaországgal. Lajos a háború pártján állt, mivel a forradalmi erők vereségétől a királyi hatalom helyreállítását remélte. Girondiakból álló kormányt nevezett ki, s a Törvényhozó Nemzetgyűlés 1792. április 20-án hadat üzent a Habsburg Birodalomnak. Lajos számos javaslatot megvétózott, és szembeszegült a nemzetgyűléssel, mire a párizsi községtanács, a kommün irányítása alatt álló tömeg a girondiak támogatásával 1792. augusztus 10-én megostromolta a Tuileriákat, a királyi palotát. Lajos a Törvényhozó Nemzetgyűlésbe menekült, amely a kommün és a tömeg nyomására megfosztotta hatalmától, és őrizetbe vette.

## Pere és kivégzése

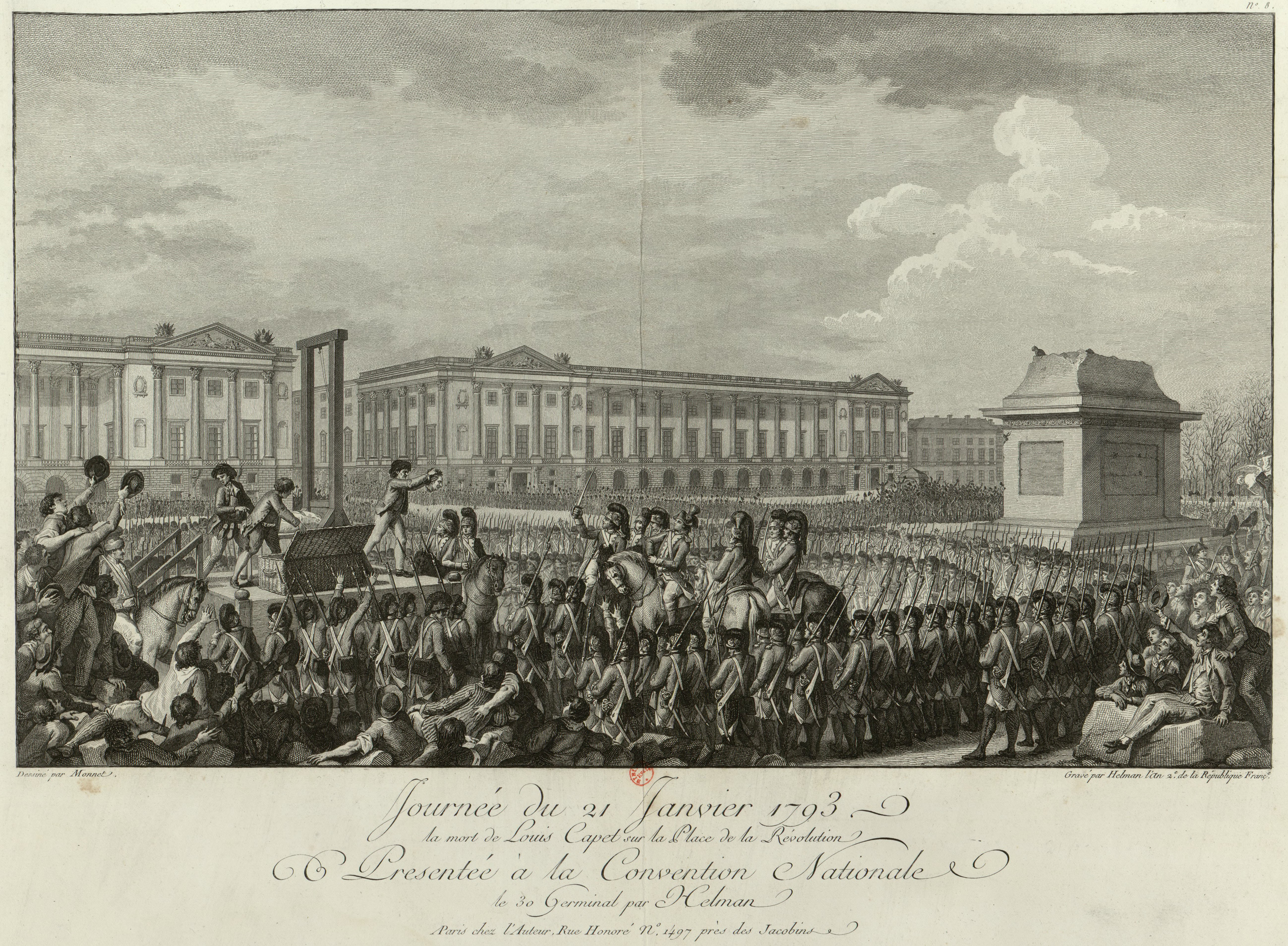
A király kivégzése (Isidore-Stanislas-Henri Helman metszete Charles Monnet rajza alapján 1793-ból)

A király kivégzése (német metszet 1793-ból)

A királyt és családját az augusztusi napokban a Temple börtönébe zárták. Lajos sorsa egyértelműen politikai kérdéssé vált, amely a kormányon lévő gironde és a jakobinusok küzdelmének részét képezte. Mivel a párizsi tömeg a király halálát kívánta, Robespierre és társai is a király halálát követelték, hogy tovább növeljék befolyásukat a girondiak rovására. A gironde kénytelen volt engedni: az újonnan alakuló törvényhozás, a Konvent 387:334 arányban megszavazta kivégzését. Kivégzésére szavazott saját unokafivére, Louis Philippe Joseph d’Orléans herceg is. A király halálos ítéletét 1793. január 21-én Párizsban hajtották végre. A király gyóntatója az ír Henry Essex Edgeworth karjára támaszkodva lépett a kivégzőeszközhöz, eközben végig arról beszélt, hogy ártatlan. Az utolsó percekben még összeszedte erejét (a kivégzői számára is meglepő volt a szilárdsága) és próbált beszédet intézni a néphez, amelyben aggodalmát akarta kifejezni Franciaország jövőjét illetően, de szavait az erős dobpergés és a tömeg morajlása elnyomta. Edgeworth szerint utolsó szavai Isten kegyelmét kérte az országra, hogy ne kérje számon az ő kiontott vérét. Mikor Lajost a nyaktiló lefejezte Charles-Henri Sanson főhóhér kiemelte a fejét a kosárból és felmutatta a tömegnek, amely ujjongásban tört ki „Vive la Nation! Vive la République!” (Éljen a nemzet! Éljen a köztársaság!) rigmusokat hallatva. A király halálának jelzésére a tüzérség is elsütötte az ágyúkat.
Halálával kapcsolatban ellentmondásosak az információk: egy beszámoló szerint a nyaktiló késének nem sikerült azonnal levágnia a király fejét, mivel a király túlsúlyos volt és a vastag nyakán nem haladt át a penge. Az első csapás okozta fájdalomtól fel is sikoltott Lajos, mire másodszor is felhúzták a kést, ami végül elválasztotta a fejét a testétől. Egy másik beszámoló szerint, mivel a király nyaka nem fért egészen a penge alá, ezért lecsapó kés a koponya hátsó részét vágta át, így az álla egy része Lajos testén maradt.
Holttestét előbb a régi Madeleine-templomban temették el (ez az épület nem azonos a jelenlegivel, amit 1845-ben emeltek). A Bourbon-restaurációt követően XVIII. Lajos újra temette elődjét és felesége maradványaival együtt a Saint-Denis-székesegyházban, ahol ma is nyugszik.

## Családjának további sorsa
Mária Terézia leánya, Mária Antónia királyné még néhány hónapig élt férje halála után a Temple börtönében. Férje kivégzése után néhány héttel kisfiát, Lajos Károly herceget elválasztották tőle, a fiú később meghalt a börtönben. A királynét október 14-én a jakobinusok követelésére bíróság elé állították, s halálra ítélték. Két nappal később a párizsi Place de la Revolutionon (a mai Concorde téren) fejét vették. A király húgát, Erzsébet hercegnőt 1794. május 10-én küldték a guillotine alá. A királyi pár gyermekei közül csak az elsőszülött leányuk, Mária Terézia Sarolta hercegnő maradt életben, őt 1795-ben a bécsi udvar kiváltotta a börtönből.
A királyi pár kivégzése után elterjedt, hogy a trónörökös életben maradt, megszöktették börtönéből, és egy másik gyermek holttestét temették el helyette. A forradalom bukása után több igénylő is trónörökösként jelentkezett. Az első, egy német óraműves, Karl Wilhelm Naundorff már Napóleon idején feltűnt, de állítását nem tudta alátámasztani.

## Galéria

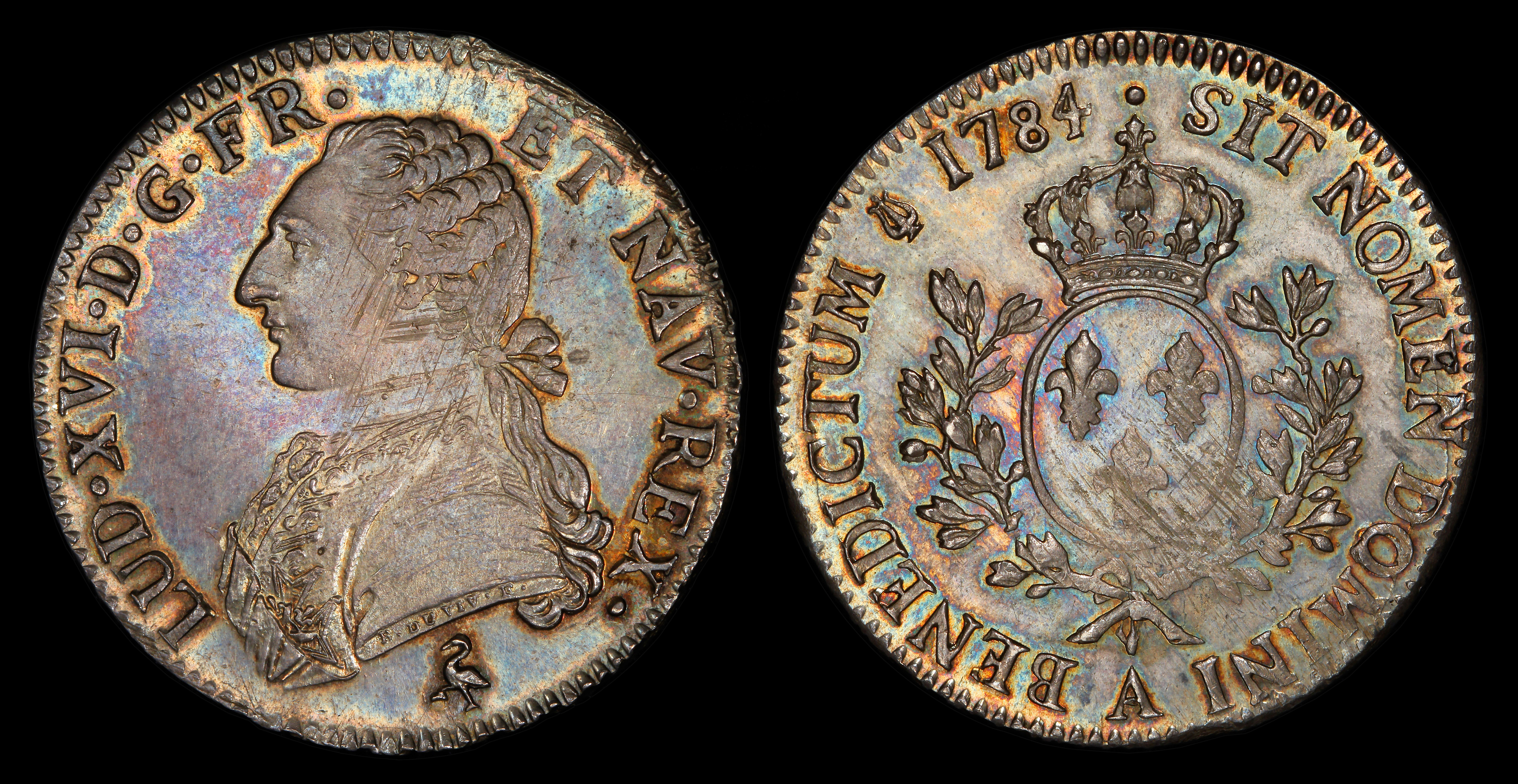
XVI. Lajos 1784-es, fiatal portrés ezüst écu (értéke 6 livre) pénzérméje.
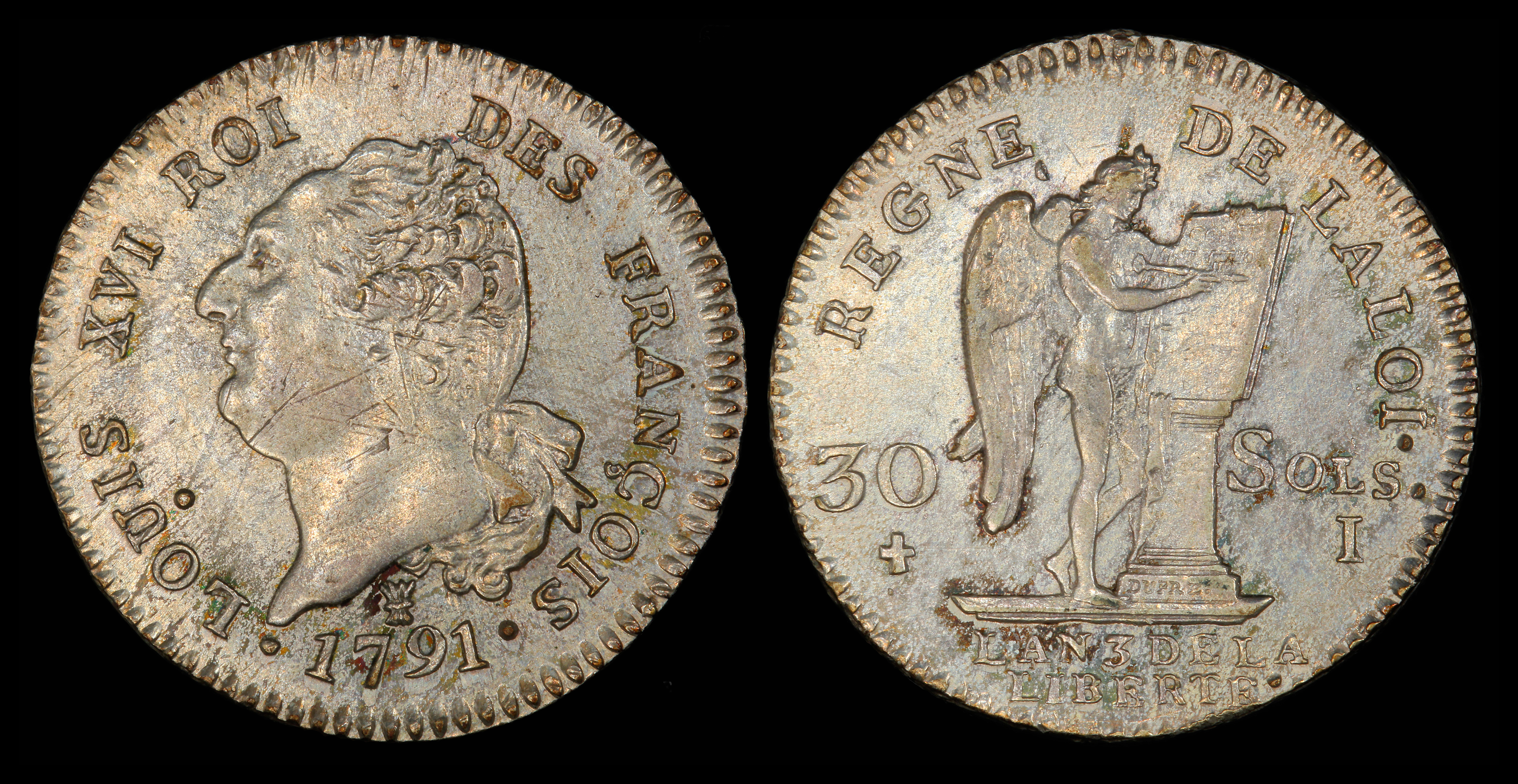
XVI. Lajos 1791-es, a nagy francia forradalom kitörése után vert, erősen realista stílusú portréval ellátott ezüst 30 sol (értéke 1,5 livre) pénzérméje.
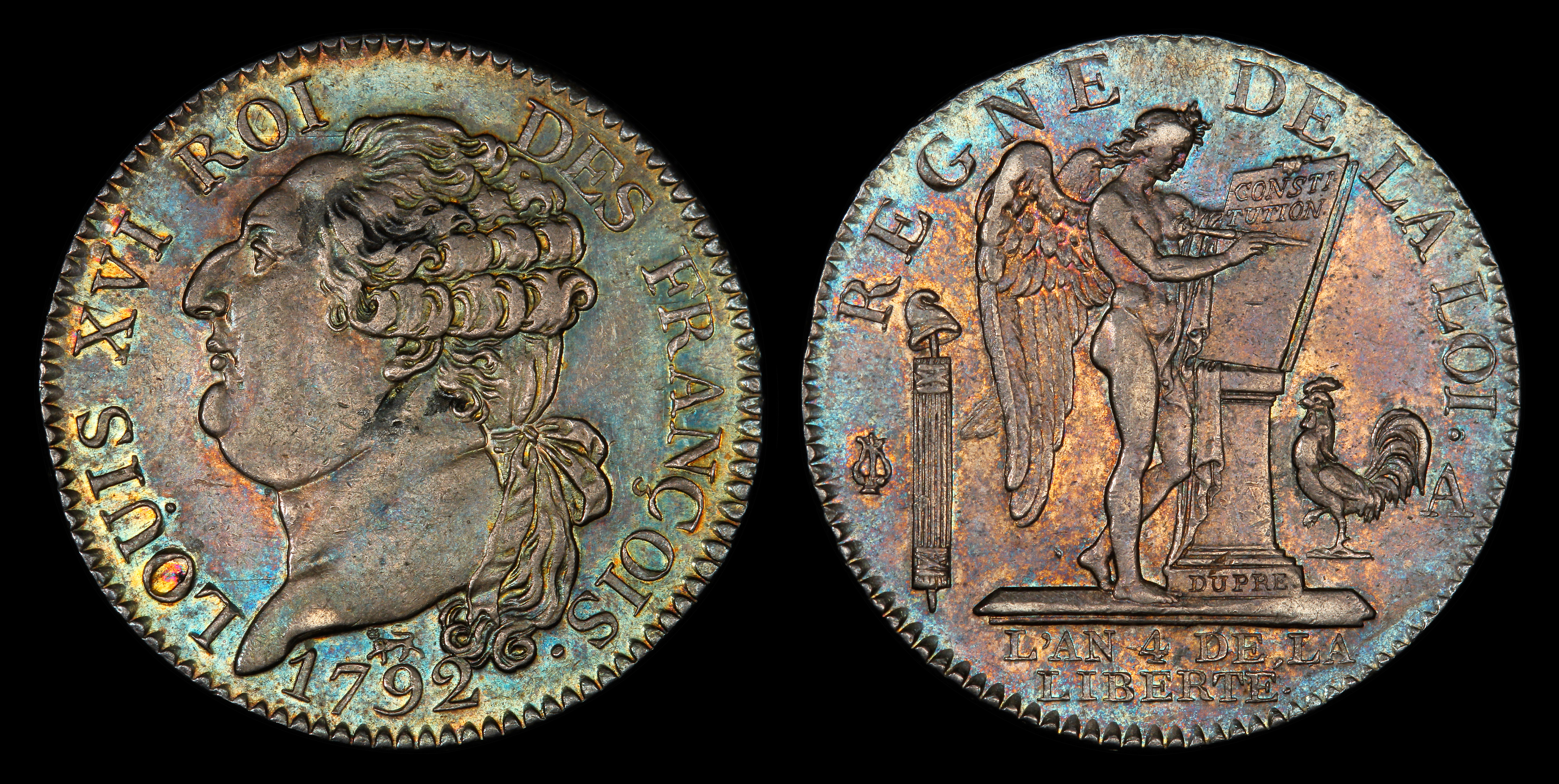
XVI. Lajos 1792-es, a nagy francia forradalom kitörése után vert, erősen realista stílusú portréval ellátott ezüst fél écu (értéke 3 livre) pénzérméje.
XVI. Lajos 1788-as, érettebb portrés Lajos-arany (Louis d’or - értéke 24 livre) aranyérméje.